# Maratona de Lisboa
A EDP Maratona de Lisboa, também designada Maratona Cidade de Lisboa, é uma maratona realizada anualmente no mês de Outubro em Lisboa, Portugal. Foi criada em 1986, e faz parte do circuito internacional IAAF Road Race Label Events da Associação Internacional de Federações de Atletismo, na categoria Labels de Ouro. Realiza-se no mesmo dia que a Luso Meia Maratona de Portugal.

## Vencedores
| Edição | Data                   | Homens            | Tempo (h:m:s) | Mulheres               | Tempo (h:m:s) |
| ------ | ---------------------- | ----------------- | ------------- | ---------------------- | ------------- |
| XXX    | 18 de outubro de 2015  | Asbel Kipsang     | 2:09:26       | Purity Rionoripo       | 2:25:09       |
| XXIX   | 5 de outubro de 2014   | Samuel Ndungu     | 2:08:21       | Visiline Jepkesho      | 2:26:47       |
| XXVIII | 6 de outubro de 2013   | Paul Lonyangata   | 2:09:45       | Agnes Kiprop           | 2:31:15       |
| XXVII  | 9 de dezembro de 2012  | Oleg Marusin      | 2:19:02       | Anabela Gomes          | 2:45:44       |
| XXVI   | 4 de dezembro de 2011  | Vasco Azevedo     | 2:22:03       | Anabela Tavares        | 2:50:19       |
| XXV    | 5 de dezembro de 2010  | Vasco Azevedo     | 2:23:09       | Marina Kovalova        | 2:42:40       |
| XXIV   | 6 de dezembro de 2009  | Vasco Azevedo     | 2:20:42       | Yuliya Mochalova       | 2:40:45       |
| XXIII  | 7 de dezembro de 2008  | Sergey Lukin      | 2:17:40       | Dorota Ustianowska     | 2:47:07       |
| XXII   | 2 de dezembro de 2007  | Vasco Azevedo     | 2:19:55       | Fátima Silva           | 2:47:49       |
| XXI    | 3 de dezembro de 2006  | Luís Filipe Jesus | 2:21:08       | Fátima Silva           | 2:40:00       |
| XX     | 4 de dezembro de 2005  | Philip Biwott     | 2:18:22       | Yelena Kozhevnikova    | 2:41:57       |
| XIX    | 5 de dezembro de 2004  | Philemon Kemei    | 2:16:07       | Fátima Silva           | 2:38:59       |
| XVIII  | 7 de dezembro de 2003  | Luís Filipe Jesus | 2:15:31       | Madina Biktagirova     | 2:42:06       |
| XVII   | 1 de dezembro de 2002  | Samson Kosgei     | 2:15:35       | Fátima Silva           | 2:35:07       |
| XVI    | 2 de dezembro de 2001  | Stephan Freigang  | 2:14:27       | Claudia Dreher         | 2:31:01       |
| XV     | 26 de novembro de 2000 | William Musyoki   | 2:16:10       | Fátima Silva           | 2:34:39       |
| XIV    | 28 de novembro de 1999 | Larbi Zeroual     | 2:12:20       | Judit Nagy             | 2:32:22       |
| XIII   | 29 de novembro de 1998 | Alcídio Costa     | 2:16:05       | Christine Mallo        | 2:33:46       |
| XII    | 23 de novembro de 1997 | William Musyoki   | 2:16:32       | Claudia Dreher         | 2:33:59       |
| XI     | 24 de novembro de 1996 | Nour Bile         | 2:15:40       | Albertina Machado      | 2:36:21       |
| X      | 26 de novembro de 1995 | William Musyoki   | 2:13:30       | Birgit Jerschabek      | 2:28:02       |
| IX     | 27 de novembro de 1994 | Zbigniew Nadolski | 2:11:57       | Adriana Barbu          | 2:32:56       |
| VIII   | 28 de novembro de 1993 | Said Ermilli      | 2:12:39       | Manuela Machado        | 2:31:31       |
| VII    | 18 de outubro de 1992  | Jacob Ngunzu      | 2:13:34       | Yekaterina Khramenkova | 2:30:17       |
| VI     | 20 de outubro de 1991  | Mario Sousa       | 2:15:21       | Rita Borralho          | 2:38:39       |
| V      | 21 de outubro de 1990  | Antonio Godinho   | 2:15:25       | Manuela Dias           | 2:40:37       |
| IV     | 5 de novembro de 1989  | Joaquim Silva     | 2:16:56       | Evany Souza            | 2:47:27       |
| III    | 6 de novembro de 1988  | Osmiro da Silva   | 2:20:29       | Janeth Mayal           | 2:43:11       |
| II     | 8 de novembro de 1987  | Gualdino Viegas   | 2:13:59       | Umbelina Nunes         | 3:00:56       |
| I      | 26 de outubro de 1986  | Cidálio Caetano   | 2:16:49       | Maria Lousada          | 3:20:26       |